# Сирниця

Панорама_с.Сирниця_з_пожежної_щогли

Си́рниця — село в Україні, у Словечанській сільській громаді Коростенського району Житомирської області. Населення становить 243 особи.

## Географія
На північному сході від села бере початок річка Лохниця.

## Історія
У 1906 році Сирниця Рудня, село Словечанської волості Овруцького повіту Волинської губернії. Відстань від повітового міста 42версти, від волості 12. Дворів 36, мешканців 250.
Колишня назва — Рудня Сирниця, Сирниця Рудня.
19 листопада 1921 р. під час Листопадового рейду через Рудню-Сирницю, повертаючись із походу, проходили залишки Волинської групи (командувач — Юрій Тютюнник) Армії Української Народної Республіки.

## Уродженці
- Кулінич Анатолій Володимирович (1977—2015) — солдат ЗСУ, учасник російсько-української війни.